# Astragalus freynii
Astragalus freynii es una especie de planta del género Astragalus, de la familia de las leguminosas, orden Fabales.

## Distribución
Astragalus freynii se distribuye por Cáucaso y Georgia.

## Taxonomía
Fue descrita científicamente por Alboff. Fue publicada en Prodr. Fl. Colchic. 61 (1895).